# Мельник (Могилёвская область)
Мельни́к (бел. Мяльні́к) — деревня в составе Мощаницкого сельсовета Белыничского района Могилёвской области Республики Беларусь.

## Население
- 2010 год — 30 человек